# Adam Gnezda Čerin
Adam Gnezda Čerin (16 de julio de 1999) es un futbolista esloveno que juega de centrocampista en el Panathinaikos F. C. de la Superliga de Grecia.

## Selección nacional
Es internacional con la selección de fútbol de Eslovenia. Fue internacional sub-17, sub-19 y sub-21, antes de convertirse en internacional absoluto el 11 de noviembre de 2020 en un partido amistoso frente a la selección de fútbol de Azerbaiyán.

### Participaciones en Eurocopas
| Copa          | Sede     | Resultado        | Partidos | Goles |
| ------------- | -------- | ---------------- | -------- | ----- |
| Eurocopa 2024 | Alemania | Octavos de final | 4        | 0     |

## Clubes
| Club                     | País      | Año       |
| ------------------------ | --------- | --------- |
| N. K. Domžale            | Eslovenia | 2017-2019 |
| 1. F. C. Núremberg       | Alemania  | 2019-2022 |
| H. N. K. Rijeka (cedido) | Croacia   | 2020-2022 |
| Panathinaikos F. C.      | Grecia    | 2022-     |

## Palmarés

### Títulos nacionales
| Título         | Club                | País   | Año  |
| -------------- | ------------------- | ------ | ---- |
| Copa de Grecia | Panathinaikos F. C. | Grecia | 2024 |